# شاه‌گیش نوارآبی
شاه‌گیش نوارآبی (نام علمی: Caranx ruber) نام یک گونه از سرده شاه‌گیش است.